# トーマス・ポート
トーマス・P・ポート(Thomas P Paste,?-1924年7月)はアメリカ・バプテスト教会の宣教師である。「東北の開拓者」と呼ばれる。
1875年に文部省お雇い教師として来日する。1875年9月には東京英語学校の教員になり英語を教える。1877年2月には東京大学予備校に移動して、1879年アメリカ・バプテスト教会の宣教師になり、1879年12月30日に按手礼を受けた。
1880年より東北伝道を始めて、1月25日に盛岡浸礼教会(現内丸教会)を組織する。5月には古川の御代川で清野供之進、池田清道らにバプテスマを授けた。
10月には仙台市の広瀬川で3名に洗礼を授け、仙台浸礼教会(仙台ホサナ教会)を組織した。さらに、花巻浸礼教会を設立した。
1882年3月にも東北伝道を再開、4月に宮城県柳津、5月に山形県酒田に教会を設立した。
1882年12月には八戸教会（現日本バプテスト連盟八戸バプテスト教会）を設立した。
1884年10月に横浜バプテスト神学校(関東学院神学部)の設立の際に、教会史の教授になる。1886年アメリカに戻る。1887年岩手県尋常中学校の教師になるが排斥運動のために、1890年に尋常中学を解職される。
1891年ネイサン・ブラウンの新約聖書を改訂するために東京に移転する。
1892年にアメリカに帰国する。